# Diphrontis vethi
Diphrontis vethi är en skalbaggsart som beskrevs av Ernst Gustav Kraatz 1899. Diphrontis vethi ingår i släktet Diphrontis och familjen Cetoniidae. Inga underarter finns listade i Catalogue of Life.